# Radio Calasparra
Radio Calasparra (oficialmente Radio Municipal de Calasparra), es una emisora de radio española, de carácter público que opera y emite en el municipio de Calasparra, Región de Murcia.

## Historia
Radio Calasparra nace en los años 80, con el fin de ser una radio para todos los calasparreños/as y para todas las generaciones; ya que disponía de una gran variedad de programas dirigidos a todas las edades (La hora de los niños, La matinal...)

## Frecuencias
Radio Calasparra cuenta con una única frecuencia; debido a que es suficiente, para abastecer la cobertura en el municipio y todas sus pedanías. En la actualidad es 107.5 FM, aunque no siempre ha sido así, ya que en sus inicios y hasta hace pocos años ha sido la frecuencia 107.0 FM, frecuencia que hoy en día utiliza la emisora ceheginense Más fm.

## En internet
Desde hace años, Radio Calasparra cuenta con página web propia, a través de la cual se puede acceder a una gran variedad de contenidos (noticias, programación, encuestas...). También es posible sintonizar la radio desde cualquier parte del mundo a través de sus emisiones en directo en línea.

## En la actualidad
Hoy en día la emisora sigue presente con emisiones las 24 horas al día y con una variedad de programas como "El cantamañanas" o "La buena Mañana". El eslogan de la temporada actual es "La más cercana".